# بت ساوندز (ألبوم)
بِتْ سَاوندز (بالإنجليزيَّة: Pet Sounds) هو ألبوم الاستديو الحادي عشر لفرقة الروك الأمريكيَّة ذا بيتش بويز. طرحته شركة كابيتول ريكوردز في الأسواق بتاريخ 16 مايو عام 1966. لاقى الألبوم بادئ صدوره استجابةً نقديةً وتجاريةً تعوزها الحماسة في الولايات المتَّحدة حيث كانت ذروة ما ارتقاه هي المرتبة العاشرة على لائحة بيلبورد للألبومات الأعلى مبيعًا، وهي مرتبة أدنى من ألبومات الفرقة السابقة. أمَّا في المملكة المتَّحدة فقد قابله النقاد بالحفاوة والترحيب حتّى بلغ في أوج نجاحه المرتبة الثانية على لائحة الألبومات الأكثر مبيعًا في البلاد، وظل الألبوم متراوحًا ضمن المراتب العشرة الأوائل على لائحة التسجيلات الأكثر مبيعًا لمدة ستة أشهر. حظي «بت ساوندز» بالثناء على تسجيله الموسيقي الطموح وموسيقاه المعقدة وجاء ذلك على خلفية الترويج للألبوم باعتباره «أكثر ألبوم بوب تقدمي على الإطلاق». يُعتبر الألبوم على نطاقٍ واسع أحد أكثر الألبومات تأثيرًا في تاريخ الموسيقى.
عمِلَ براين ويلسون على تسجيل ومُهايَأة وتلحين الألبوم برمته تقريبًا، ودخل توني آشر ضيفًا ليعمِل مع ويلسون على تأليف كلمات أغانيه. سُجِّل القسم الأكبر من الألبوم خلال الفترة الممتدة من شهر يناير حتى أبريل من سنة 1966، وذلك بعد انقضاء عام على توقف ويلسون عن التجوال وأداء الحفلات مع أعضاء الفرقة الآخرين. وضع ويلسون نصب عينيه هدف إنجاز «أعظم ألبوم روك على الإطلاق»، وأن يكون ألبومًا مترابطًا تتصف جميع أغانيه بالتضَلُّع وتخلو من الحشو الركيك. يُعتبر أحيانًا ألبومًا مُفردًا خاصًا ببراين ويلسون وحده، وليس للفرقة ككل، نظرًا لكونه هو من عمِلَ عليه. كما أن صوته أكثر ارتباطًا بموسيقى البروغريسيف من ألبوم «ذا بيتش بويز توداي!» (1965). صدرت الأسطوانة المفردة الرئيسية «كارولاين، نو» كأول أغنية مفردة رسمية لويلسون، وتبِعها إصدار أغنيتين مفردتين نسِب الفضل إليهما للفرقة: أغنية «سلوب جون بي» وأغنية «وودنت إت بي نايس» (تدعمها أغنية «غاد أونلي نوز»).
دمَجت التوزيعات الأوركستراليَّة القائمة على تقنية جدار الصوت ما بين مجاميع آلات الروك التقليدية وما صاحبها من طبقات مسهبة من الهارمونيات الصوتيَّة والأصوات غير الموسيقيَّة الصادرة عن أغراضٍ في الحياة اليوميَّة ويُضاف عليها إدخال آلات لم ترتبط بتاتًا بموسيقى الروك قبل ذلك على غرار أجراس الدرجات الهوائيَّة والهورن الفرنسي والفلوت والثيرمن الكهربائي وأقسام خاصة بالآلات الوترية وعلب المشروبات. يتألف الألبوم بصورة رئيسية من أغانٍ استبطانية مثل «آي نو ذيرز آن آنسر» وهي نقد موجه لمتعاطي ثنائي إيثيل أميد حمض الليسرجيك وأغنية «آي جست وازنت ميد فور ذيس تايمز» التي تحتوي على أول استعمال لآلة مشابهة للثيرمن على تسجيل روك. كانت تكاليف إنتاج الألبوم غير مسبوقة حيث تخطت بمجملها الـ70 ألف دولار (560 ألف دولار في عام 2020). تبِع ذلك صدور أغنية «غود فايبريشنز» (وهي مأخوذة مما تبقى من جلسات التسجيل ولم تكن ضمن الألبوم) كأغنية منفردة في شهر أكتوبر محققةً نجاحًا عالميًا واسعًا.
ينظر علماء الموسيقى إلى «بِت ساوندز» باعتباره أحد أولى الألبومات المفاهيميَّة التي أفضت إلى إحداث ثورة في مجال الإنتاج الموسيقي والمضي به قدمًا نحو الأمام، مستحدثةً للمرة الأولى هارمونيَّات وأجراس موسيقيَّة غير عيارية ودامجةً عناصر من البوب والجاز والإكزوتيكا والموسيقى الكلاسيكيَّة والطلائعيَّة. لم تستطع الفرقة مطابقة الألبوم عند العزف من أغانيه في العروض الحيّة، وكانت المرة الأولى التي هجرت فيها فرقة موسيقية صيغة نسق الآلات الصغير الكهربائي المعهود لموسيقى الروك التقليدية على إصدار كامل. عزز الألبوم من الشرعنة الثقافية للموسيقى الشعبية ولعب دورًا محوريًا في تطور الموسيقى السايكديليَّة والبروغريسف/الآرت روك.

## وصلات خارجية
- بت ساوندز على Discogs (قائمة بالإصدارات)